# Associazione Calcio Mantova 1988-1989
Questa pagina raccoglie le informazioni riguardanti l'Associazione Calcio Mantova nelle competizioni ufficiali della stagione 1988-1989.

## Stagione
Nella stagione 1988-89 il Mantova anche per questa stagione allenato da Mario Corso, ha disputato il girone A del campionato di Serie C1, con 33 punti si è piazzato in nona posizione di classifica, il torneo è stato vinto con 46 punti dalla Reggiana che è salita in Serie B con la Triestina, giunta al secondo posto con 44 punti. Quattro giocatori virgiliani meritano la ribalta per questa stagione, il regista e direttore dell'orchestra virgiliana Andrea Agostinelli, il difensore Raffaele Sergio un piede destro che gioca terzino fluidificante a sinistra, ormai pronto a spiccare il salto in Serie A, passa alla Lazio al termine della stagione, e i due attaccanti, il romagnolo Gianluca Baldini sempre al posto giusto nel momento giusto e autore di otto reti, ed il bresciano Luigi Zerbio con nove reti segnate in campionato in sole 19 presenze, tutti da metà febbraio in poi. Nella Coppa Italia di Serie C il Mantova disputa e vince il girone E, eliminando il Chievo, il Suzzara ed il Trento, poi nello spareggio per accedere agli ottavi, viene eliminato dal Modena nel doppio confronto.

## Rosa
| N. |                   | Ruolo | Calciatore         |
| -- | ----------------- | ----- | ------------------ |
|    | Italia (bandiera) | C     | Andrea Agostinelli |
|    | Italia (bandiera) | P     | Luciano Arisi      |
|    | Italia (bandiera) | A     | Gianluca Baldini   |
|    | Italia (bandiera) | D     | Guido Bertoldo     |
|    | Italia (bandiera) | D     | Fabrizio Bobbiesi  |
|    | Italia (bandiera) | C     | Paolo Bocchinu     |
|    | Italia (bandiera) | P     | Nadir Brocchi      |
|    | Italia (bandiera) | C     | Claudio Canzian    |
|    | Italia (bandiera) | D     | Luigi Danova       |
|    | Italia (bandiera) | D     | Alberto Gola       |

| N. |                   | Ruolo | Calciatore            |
| -- | ----------------- | ----- | --------------------- |
|    | Italia (bandiera) | C     | Vincenzo Lamia Caputo |
|    | Italia (bandiera) | C     | Walter Malerba        |
|    | Italia (bandiera) | C     | Silvano Mazzi         |
|    | Italia (bandiera) | C     | Massimo Pedrazzini    |
|    | Italia (bandiera) | D     | Stefano Perini        |
|    | Italia (bandiera) | A     | Santo Perrotta        |
|    | Italia (bandiera) | D     | Claudio Pozzi         |
|    | Italia (bandiera) | D     | Raffaele Sergio       |
|    | Italia (bandiera) | C     | Domenico Volpati      |
|    | Italia (bandiera) | A     | Luigi Zerbio          |

## Risultati

### Campionato

#### Girone di andata
| Arbitro: | Bazzoli (Merano) |

|                    |           |  |
| Simonetta 52’, 60’ | Marcatori |  |

| Mantova 18 settembre 1988 2ª giornata | Mantova                     | 0 – 0 | Spezia | Stadio Danilo Martelli\| Arbitro: \| Cinciripini (Ascoli Piceno) \| |
| Arbitro:                              | Cinciripini (Ascoli Piceno) |       |        |                                                                     |

| Prato 25 settembre 1988 3ª giornata | Prato                 | 0 – 0 | Mantova | Stadio Lungobisenzio\| Arbitro: \| Ceccarelli (Ciampino) \| |
| Arbitro:                            | Ceccarelli (Ciampino) |       |         |                                                             |

| Arbitro: | Rossignoli (Firenze) |

|                                          |           |  |
| R. Gori 18’ (rig.) Uzzardi 24’ Ferla 45’ | Marcatori |  |

| Arbitro: | Rocchi (Roma) |

|                     |           |              |
| Bocchinu 64’ (rig.) | Marcatori | 46’ Caverzan |

| Arbitro: | Russo (Chieti) |

|                                |           |                             |
| Nicoletti 14’ (rig.) Pizzi 70’ | Marcatori | 37’, 80’ Baldini 64’ Sergio |

| Arbitro: | Morello (Ragusa) |

|                  |           |  |
| Baldini 30’, 59’ | Marcatori |  |

| Arbitro: | Gazzetta (Mestre) |

|                           |           |                    |
| Mazzucato 28’ Cicconi 83’ | Marcatori | 87’ A. Agostinelli |

| Arbitro: | Cirotti (Roma) |

|                        |           |                       |
| Mazzi 71’ C. Pozzi 87’ | Marcatori | 85’ (rig.) G. Carboni |

| Arbitro: | Fiori (Ravenna) |

|  |           |                  |
|  | Marcatori | 67’, 82’ Canzian |

| Arbitro: | Brignoccoli (Ancona) |

|                         |           |                               |
| Perrotta 55’ Sergio 81’ | Marcatori | 3’ (rig.) Valori 77’ Primizio |

| Arbitro: | Mantovani (Genova) |

|  |           |              |
|  | Marcatori | 25’ Calonaci |

| Arbitro: | Morello (Ragusa) |

|                           |           |  |
| Silenzi 24’ D'Adderio 47’ | Marcatori |  |

| Arbitro: | Rivola (Roma) |

|                                    |           |                      |
| Bocchinu 53’ (rig.) Pedrazzini 70’ | Marcatori | 58’ Aimo 76’ Bonaldi |

| Arbitro: | Rausa (Cosenza) |

|            |           |  |
| Pedone 49’ | Marcatori |  |

| Arbitro: | Benazzoli (Bassano del Grappa) |

|                  |           |               |
| Baldini 10’, 75’ | Marcatori | 20’ Montanari |

| Arbitro: | Bazzoli (Milano) |

|                 |           |                                        |
| Protti 39’, 60’ | Marcatori | 33’ Perrotta 46’ (rig.) A. Agostinelli |

#### Girone di ritorno
| Mantova 15 gennaio 1989 18ª giornata | Mantova         | 0 – 0 | Triestina | Stadio Danilo Martelli\| Arbitro: \| Fucci (Salerno) \| |
| Arbitro:                             | Fucci (Salerno) |       |           |                                                         |

| Arbitro: | Arcangeli (Terni) |

|                    |           |  |
| O. Tacchi 18’, 49’ | Marcatori |  |

| Mantova 5 febbraio 1989 20ª giornata | Mantova           | 0 – 0 | Prato | Stadio Danilo Martelli\| Arbitro: \| Trinchieri (Roma) \| |
| Arbitro:                             | Trinchieri (Roma) |       |       |                                                           |

| Arbitro: | Capovilla (Verona) |

|                                    |           |          |
| Zerbio 21’ (rig.), 47’ Baldini 41’ | Marcatori | 9’ Ferla |

| Mestre 19 febbraio 1989 22ª giornata | Venezia-Mestre     | 0 – 0 | Mantova | Stadio Francesco Baracca\| Arbitro: \| Zucchini (Bologna) \| |
| Arbitro:                             | Zucchini (Bologna) |       |         |                                                              |

| Arbitro: | De Angelis (Civitavecchia) |

|                              |           |           |
| Baldini 3’ Zerbio 70’ (rig.) | Marcatori | 21’ Pizzi |

| Arbitro: | Valcalda (Genova) |

|             |           |  |
| Vignini 33’ | Marcatori |  |

| Arbitro: | Marchese (Napoli) |

|                                        |           |                                             |
| Zerbio 15’, 27’, 85’ (rig.) Sergio 70’ | Marcatori | 24’ Carpineti 58’ Moschetti 81’ Del Francia |

| Arbitro: | Ceccarelli (Ciampino) |

|                            |           |            |
| Brandolini 23’ (rig.), 31’ | Marcatori | 20’ Zerbio |

| Arbitro: | Bertocci (Genova) |

|  |           |             |
|  | Marcatori | 74’ Labardi |

| Arbitro: | Russo (Chieti) |

|  |           |                           |
|  | Marcatori | 38’ Zerbio 70’ Pedrazzini |

| Arbitro: | Cirotti (Roma) |

|                             |           |                             |
| Tovalieri 48’ Di Nicola 69’ | Marcatori | 36’ Pedrazzini 73’ C. Pozzi |

| Mantova 30 aprile 1989 30ª giornata | Mantova       | 0 – 0 | Reggiana | Stadio Danilo Martelli\| Arbitro: \| Rosica (Roma) \| |
| Arbitro:                            | Rosica (Roma) |       |          |                                                       |

| Arbitro: | Contente (Salerno) |

|                     |           |                |
| Aimo 5’ Sanguin 42’ | Marcatori | 62’ Pedrazzini |

| Mantova 21 maggio 1989 32ª giornata | Mantova         | 0 – 0 | Centese | Stadio Danilo Martelli\| Arbitro: \| Bettin (Padova) \| |
| Arbitro:                            | Bettin (Padova) |       |         |                                                         |

| Arbitro: | Rocchi (Roma) |

|             |           |              |
| Picasso 30’ | Marcatori | 58’ Perrotta |

| Arbitro: | Conocchiari (Macerata) |

|                       |           |            |
| Sergio 67’ Zerbio 85’ | Marcatori | 23’ Talevi |